# Simulium irianense
Simulium irianense är en tvåvingeart som beskrevs av Takaoka 2003. Simulium irianense ingår i släktet Simulium och familjen knott. Inga underarter finns listade i Catalogue of Life.